# Хойбнер, Генрих Леонард
Генрих Леонард Хойбнер (Гейбнер; 2 июня 1780, Лаутербах — 12 февраля 1853, Виттенберг) — германский лютеранский богослов, священник, проповедник, преподаватель и духовный писатель, представитель супернатуралистического направления в лютеранской теологии.

## Биография
Родился в семье пастора, который оставил жену и четверых детей, когда Генриху было три года. Мать с детьми переехала в Бухгольц (Аннаберг) и одна содержала семью, зарабатывая ткачеством. Генрих поступил в школу только в 13-летнем возрасте, однако проявил к обучению большие способности и быстро завершил среднее образование. В 1799 году поступил в Виттенбергский университет, где уже в 1805 году габилитировался по богословию и затем был оставлен преподавать при этом высшем учебном заведении. С 1807 года был адъюнктом, с 1808 года дьяконом городской церкви, а в 1811 году стал полным профессором; в 1809 году отказался от перехода в Кёнигсбергский университет. В 1818 году женился.
Был глубоко верующим человеком и вследствие своих ортодоксальных позиций неоднократно вступал в конфликты с другими профессорами. Во время Наполеоновских войн и оккупации Виттенберга французами, реквизировавшими городскую церковь, проводил тайные богослужения для паствы у себя на квартире, а также был известен участием в тушении пожара в церкви, возникшего вследствие артиллерийских ударов сил антифранцузской коалиции по городу. После войны, когда Виттенберг оказался в составе Пруссии, а Виттенбергский университет был объединён с университетом Галле, занял пост 3-го директора семинарии при университете и с ноября 1817 года занимался подготовкой студентов к получению степени кандидата богословия. С 1825 года был архидьяконом городской церкви, с 1832 года — 1-м директором университетской семинарии. В 1835 году участвовал в создании миссионерского общества и был его первым председателем. В 1842 году был удостоен звания консисториалрата. Скончался в 1853 году от инсульта.

## Труды
Написал и отредактировал целый ряд богословских трудов, из которых более всего известна выполненная переработка «Biblische Real- u. Verbalhandkonkordanz» Бюхнера (17-е издание — 1885), а также «Praktische Erklärung des Neuen Testaments» (Потсдам, 1855), «Christliche Topik, oder Darstellung der christlichen Glaubenslehre für homiletischen Gebrauch nach Nachlass und den Heften seiner Zuhörer» (Потсдам, изд. в 1863). Сохранилось множество его проповедей, в том числе прочитанные в период осады Виттенберга в 1813—1814 годах.